# Siergiej Chlebnikow
Siergiej Anatoljewicz Chlebnikow (ros. Сергей Анатольевич Хлебников; ur. 27 sierpnia 1955 w Sortawali, zm. 12 czerwca 1999 w Moskwie) – rosyjski łyżwiarz szybki reprezentujący ZSRR, dwukrotny medalista olimpijski i trzykrotny medalista mistrzostw świata.

## Kariera
Największy sukces w karierze Siergiej Chlebnikow osiągnął w 1982 roku, kiedy zwyciężył podczas mistrzostw świata w wieloboju sprinterskim w Alkmaar. Pozostałe miejsca na podium zajęli Kanadyjczyk Gaétan Boucher oraz Norweg Frode Rønning. W tej samej konkurencji zdobywał także srebrne medale na mistrzostwach świata w Grenoble w 1981 roku i mistrzostwach świata w Trondheim w 1984 roku. W 1984 roku wystąpił także na igrzyskach olimpijskich w Sarajewie, zdobywając srebrne medale na dystansach 1000 m i 1500 m. Na obu dystansach wyprzedził go tylko Gaétan Boucher. Chlebnikow brał także udział w igrzyskach w Lake Placid w 1980 roku, zajmując dziewiąte miejsce na 1000 m oraz piętnaste na dwukrotnie krótszym dystansie. W 1983 roku był mistrzem ZSRR w biegu na 1000 m, a w 1984 roku zwyciężał w wieloboju i na dystansie 1000 m.
W 1982 roku w Ałma-Acie ustanowił rekord świata na dystansie 1000 m.
Chlebnikow utonął w jeziorze 12 czerwca 1999 roku. Miał 43 lata.